# Ars longa, vita brevis

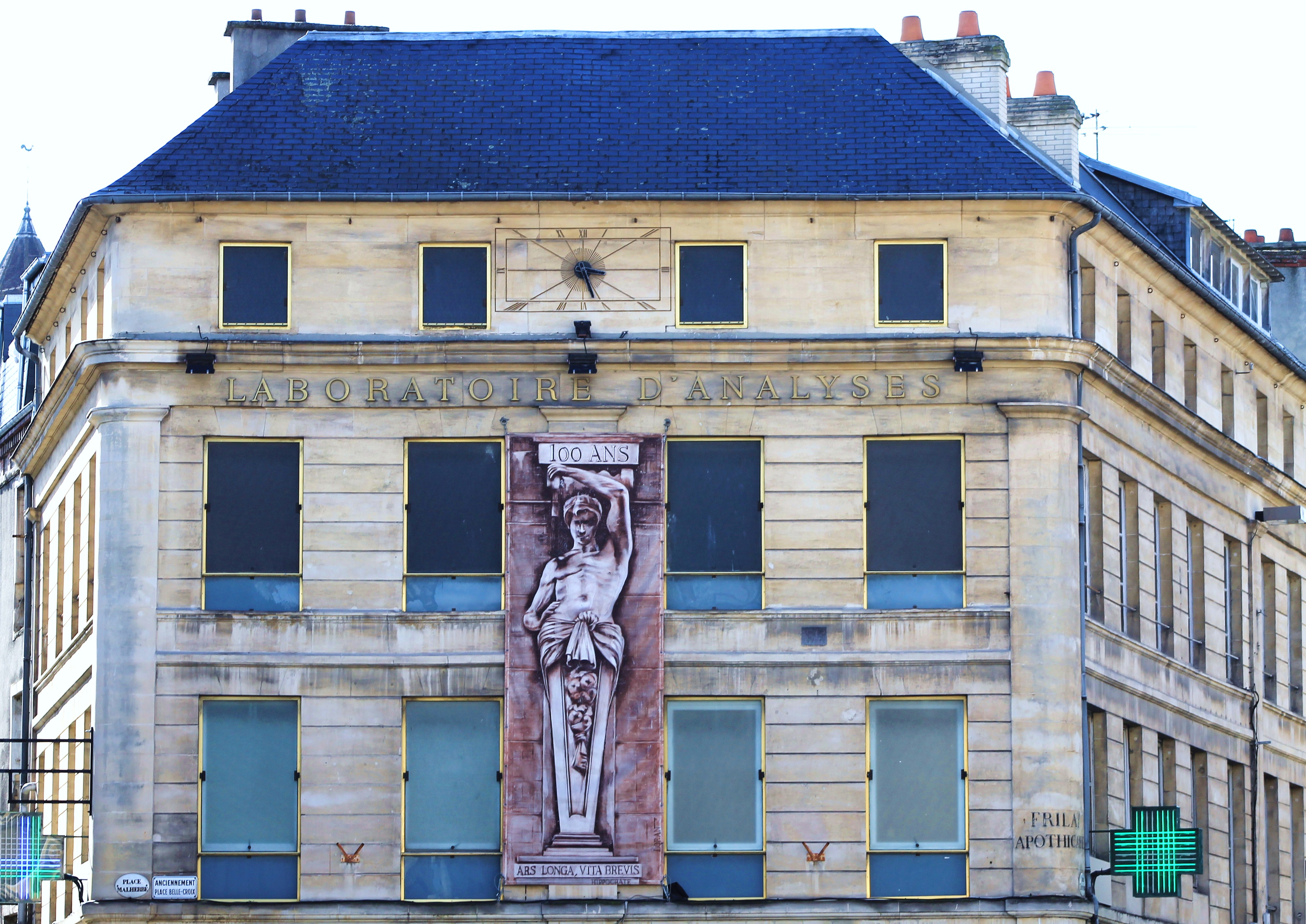
Façade du laboratoire d'analyses, place Malherbe à Caen. Citation en latin sous la peinture: ARS LONGA, VITA BREVIS

Ne pas confondre avec l'album Ars Longa Vita Brevis du groupe The Nice
Ars longa, vita brevis est la traduction  latine des deux premiers membres d'un aphorisme originellement formulé en grec ancien et dû à Hippocrate (~460 - ~370 av. notre ère). Ces quatre mots peuvent être rendus en français par « L'art est long, la vie est brève ». À noter que dans cette traduction relativement courante les deux vers ont été inversés par rapport au texte original en grec ancien.

## Le texte en latin
Le texte complet de l'aphorisme en latin est : « Ars longa, vita brevis, occasio praeceps, experimentum periculosum, iudicium difficile. » La traduction du texte latin est moins idiomatique[Quoi ?] : « L'art est long, la vie est brève, l'occasion brève, l'expérimentation périlleuse, le jugement difficile. »
La signification du mot « art » a évolué depuis la publication du texte original. Au début du XXIe siècle, il renvoie aux  « beaux-arts », alors qu'il désigne à l'origine une technique, un savoir-faire (ars, τέχνη [tekhnê]).

## En grec ancien
Ce texte apparaît dans le premier des Aphorismes (sect. I, n° 1) d'Hippocrate, dont la première moitié est la suivante: « Ὁ βίος βραχύς, / ἡ δὲ τέχνη μακρή, / ὁ δὲ καιρὸς ὀξύς, / ἡ δὲ πεῖρα σφαλερή, / ἡ δὲ κρίσις χαλεπή. »

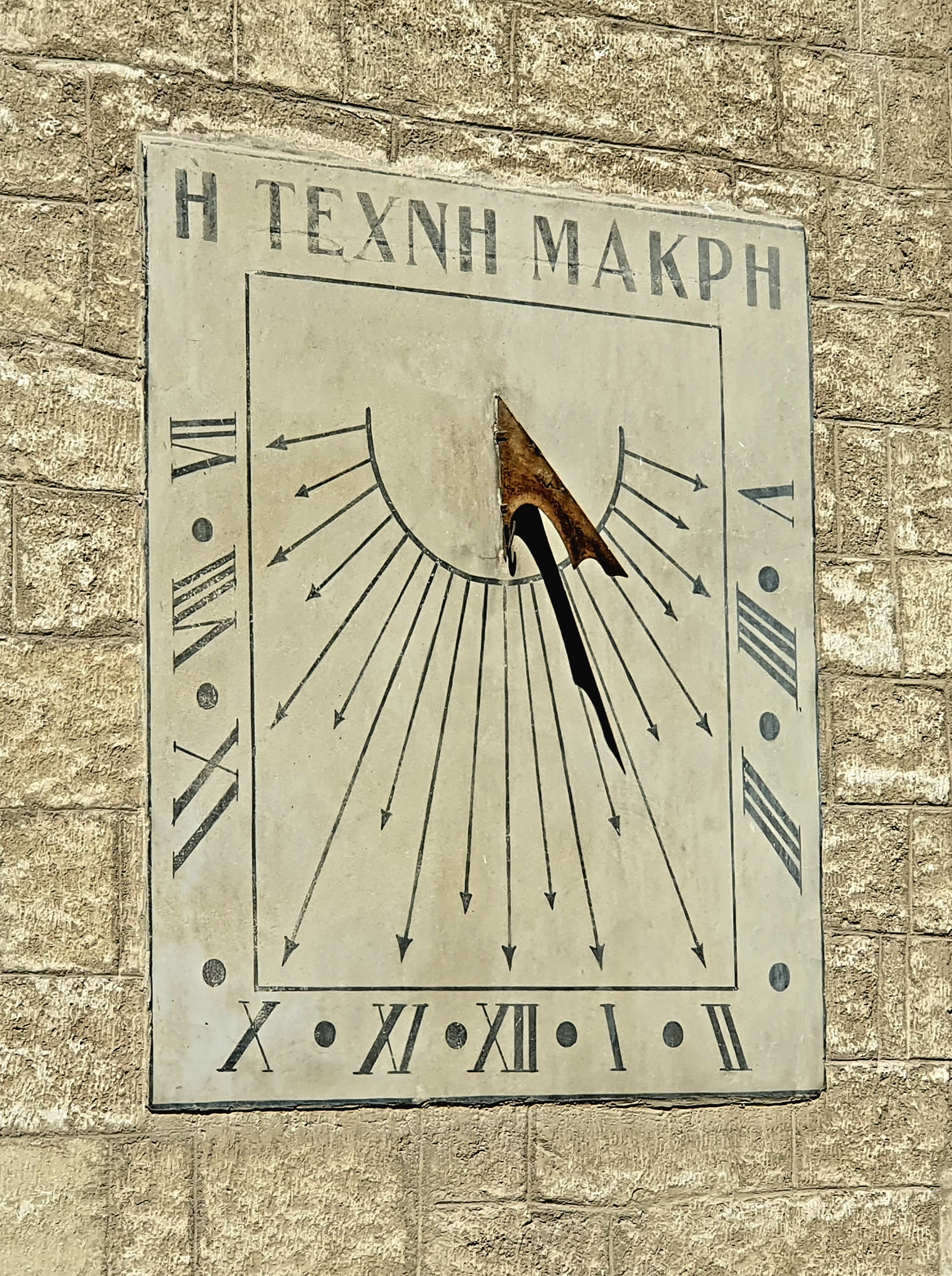
Cadran solaire sur la façade de la faculté de médecine de Montpellier, portant l'inscription « H TEXNH MAKPH» (« L'art est long »), extraite des aphorismes d'Hippocrate.

En translittération : « Ho bios brachus, / hê dé technê makrê, / ho de kairos oxus, / hê dé peira sphalérê, / hê dé krisis khalépê. » Ce qui peut se traduire par : « La vie est courte, l'art est long, l'occasion est fugace, l'expérimentation est faillible, le jugement est difficile. »

### L'aphorisme complet
En fait, l'aphorisme complet, qui ouvre le recueil des Aphorismes d'Hippocrate, est plus long que celui donné ci-dessus. En voici le texte grec : Ὁ βίος βραχὺς, ἡ δὲ τέχνη μακρὴ, ὁ δὲ καιρὸς ὀξὺς, ἡ δὲ πεῖρα σφαλερὴ, ἡ δὲ κρίσις χαλεπή. // Δεῖ δὲ οὐ μόνον ἑωυτὸν παρέχειν τὰ δέοντα ποιεῦντα, ἀλλὰ καὶ τὸν νοσέοντα, καὶ τοὺς παρεόντας, καὶ τὰ ἔξωθεν. et sa traduction par Ch. V. d'Aremberg : « La vie est courte, l'art est long, l'occasion est prompte [à s'échapper], l'empirisme est dangereux, le raisonnement est difficile. // Il faut non seulement faire soi-même ce qui convient; mais encore [être secondé par] le malade, par ceux qui l'assistent et par les choses extérieures. »
Et la traduction française d'Émile Littré de l'aphorisme complet : « La vie est courte, la science est longue, l'occasion fugitive, l'expérience trompeuse, le jugement difficile. // Il faut non seulement faire soi-même ce qui convient, mais encore faire que le malade, les assistants et les choses extérieures y concourent. »

## Dans la littérature française
Le médecin Louis de Fontenettes reprend les aphorismes d'Hippocrate sous forme de poèmes dans son ouvrage Hippocrate dépaysé ou la version paraphrasée de ses aphorismes en vers français (1654). « Ars longa, vita brevis » est ainsi développé dans ces vers :

« Or sans m'arrêter à l'ennui,
Je dis que si courte est la vie,
L'Art est bien long tout au rebours,
Qu'il faut avoir bien fait son cours »

Dans « Le Guignon », onzième poème des Fleurs du mal de Charles Baudelaire, on retrouve une variante de l'aphorisme à la fin de la première strophe.

« Pour soulever un poids si lourd,
Sisyphe, il faudrait ton courage !
Bien qu’on ait du cœur à l’ouvrage,
L’Art est long et le Temps est court. »

Dans Le Temps retrouvé de Marcel Proust, le narrateur reprend cet aphorisme pour en faire une prémisse à une réflexion sur l'inspiration : « (...) car si l’art est long et la vie courte, on peut dire, en revanche, que si l'inspiration est courte, les sentiments qu'elle doit peindre ne sont pas beaucoup plus longs. »